# Abarth 1600 OT Spyder
L'Abarth 1600 OT Spyder è una vettura da competizione realizzata dalla Abarth nel 1965.

## Sviluppo
La vettura venne realizzata per poter ospitare il nuovo propulsore 8V da 2000 cc esposto per la prima volta alla mostra delle vetture sportive e da competizione tenutasi presso Torino nel 1965.

## Tecnica
Il mezzo traeva alcune componenti dalla Fiat 850 e aveva le sospensioni anteriori formate da bracci oscillanti, barre stabilizzatrici e ammortizzatori idraulici telescopici, mentre le posteriori erano composte da bracci tubolari, molle a elica e ammortizzatori idraulici telescopici. Come propulsore impiegava un 4 cilindri in linea dotato di due carburatori Weber 45 DCOE. La potenza erogata era di 174 cv, con velocità massima di 250 km/h. La gestione del motore era affidata a un cambio manuale a sei marce. Il design della carrozzeria venne affidato a Mario Colucci ed era estremamente aerodinamico per meglio fendere la resistenza aerodinamica. Tale carrozzeria avvolgeva un telaio in lamiera scatolata saldata elettricamente. I cerchi erano il lega di magnesio, ed erano presenti numerose prese d'aria per raffreddare le componenti meccaniche della 1600 OT. In particolare, ne era presente una a forma di periscopio esattamente sopra il vano motore.

## Attività sportiva
La prima corsa a cui partecipò la vettura fu la Coupe de Paris del 1965, dove si classificò quarta assoluta. Dopo un'esposizione presso il salone automobilistico di Torino, la 1600 OT fu impiegata per alcuni test svolti presso l'autodromo di Vallenlunga nel gennaio 1967 in cui si tentava di battere il record del circuito stabilito da una Ferrari Dino. In seguito il mezzo fu schierato per l'ultima volta in gara presso la Coppa Union Sportive, dove terminò dietro un Abarth OT 2000.